# Ross Andru
Ross Andru (* 15. Juni 1927; † 9. November 1993) war ein US-amerikanischer Comiczeichner und Verlagsredakteur. Andru wurde vor allem als Mitschöpfer der Comicfiguren Punisher (für Marvel Comics) und Metal Men (für DC Comics) bekannt.

## Leben und Arbeit
Die Tätigkeit als hauptberuflicher Comiczeichner begann Andru in den späten 1940er Jahren. Seine erste Arbeit legte er dabei 1948 für den Zeitungscomicstrip Tarzan vor. Zu Beginn der 1950er Jahre wurde Andru von dem Verlag DC-Comics fest unter Vertrag genommen. In den ersten Jahren seiner Karriere betätigte er sich überwiegend als Zeichner von Kriegsgeschichten für Serien wie All American Men of War (1953–1964), GI Combat (1957), Our Army At War (1953), Our Fighting Forces (1955) und Star Spangled War Stories (1954–1966). Parallel dazu begann Andru in den späten 1950er Jahren seine Tätigkeit auch Science-Fiction und Superhelden-Comics auszudehnen. So zeichnete er für Serien wie Wonder Woman (1958–1967), The Flash (1959), Rip Hunter, Time Master (1961) und Showcase. Andrus bekannteste Arbeiten für Showcase wurden dabei die von Robert Kanigher erdachten und verfassten Reihen Sea Devils und Metal Men (ab Showcase #37 von 1962), deren visuelles Design er als erster Zeichner beider Titel de facto entwickelte. 
Zu Beginn der 1970er Jahre wechselte Andru zu DCs Konkurrenzverlag Marvel Comics, wo er sich vor allem als Zeichner der Serie The Amazing Spider-Man verdingte, zu dieser Zeit die sich am besten verkaufende Serie im Programm des Verlages. Gemeinsam mit dem Autor Gerry Conway entwickelte Andru in der #129 Ausgabe von The Amazing Spider-Man den Antihelden Punisher, der bei den Lesern auf derart große Popularität stieß, dass er schließlich zum Protagonisten zahlreicher eigener Comicserien sowie von drei abendfüllenden Spielfilmen gemacht wurde. Abgesehen von seiner Arbeit an Spider-Man zeichnete Andru für Marvel auch solche Serien wie Marvel Feature (1971–1972) und Marvel Team-Up (1972). Der künstlerische Höhepunkt seiner Marvel-Jahre wurde schließlich der 1976 in Kooperation mit DC veröffentlichte One Shot Superman vs. The Amazing Spider-Man, in dem beide Verlage ihre populärsten Figuren in einer gemeinsam herausgegebenen Geschichte zusammenbrachten.
1978 kehrte Andru als leitender Redakteur zu DC-Comics zurück. Neben seiner editorischen Arbeit für den Verlag zeichnete er in den späten 1970er Jahren zahlreiche Cover für Serien wie Action Comics oder Superman, sowie in den 1980er Jahren den Zeitungscomicstrip The Unexplained, den er gemeinsam mit Marv Wolfman und Mike Esposito schuf. Weitere Arbeiten dieser Zeit sind Heftinhalte für Serien wie Jonah Hex (1982–1984), Vigilante (1984) und Blue Beetle (1987). 
Andrus Versuch, einen eigenen Verlag ins Leben zu rufen, scheiterten mehrfach; zuletzt 1990 und zuvor 1951, 1953 mit MikeRoss und 1970 mit Klevart Enterprizes.
Seine letzte Arbeit lieferte Andru 1993 für die Serie Zen, Intergalactic Ninja ab, die bei Archie Comics erschien.
Über die Zusammenarbeit mit dem Tuschezeichner Mike Esposito, der Andrus Arbeiten häufig überarbeitete, erschien 2006 die Doppelbiografie Partners for Life.